# Efalizumab
Efalizumab ist ein Arzneistoff aus der Gruppe der selektiven Immunsuppressiva, der in der Behandlung von mittelschwerer bis schwerer Schuppenflechte eingesetzt wurde. Efalizumab ist ein rekombinanter humanisierter monoklonaler Antikörper und wirkt über die Dämpfung von Entzündungsreaktionen.
In der EU wurde Efalizumab von 2004 bis 2009 als wirksamer Bestandteil eines Arzneimittels durch MerckSerono unter dem Handelsnamen Raptiva vertrieben.

## Zulassung
Efalizumab wurde 2004 in der EU zur Behandlung von mittelschwerer bis schwerer Psoriasis vulgaris (Schuppenflechte) vom Plaque-Typ zugelassen. Dabei sollten nur solche Patienten Efalizumab erhalten, die auf eine andere Behandlung entweder nicht ansprachen, bei denen diese Behandlungen kontraindiziert war oder die diese nicht vertrugen.
Im Februar 2009 empfahl die Europäische Arzneimittelagentur das Ruhen der Zulassung aufgrund eines erhöhten Risikos einer progressiven multifokalen Leukenzephalopathie (PML). Gleichzeitig empfahl der Hersteller, Efalizumab keinen neuen Patienten mehr zu verordnen. Der Hersteller informierte die Europäische Arzneimittelagentur dann im Mai 2009, dass er bei der Europäischen Kommission um die Rücknahme der Zulassung nachgesucht hat. Die Europäische Kommission entsprach der Empfehlung der Europäischen Arzneimittelagentur und dem Antrag des Herstellers am 9. Juni 2009.
In den USA forderte die dortige Arzneimittelbehörde den Hersteller nach Bekanntwerden der PML-Fälle zunächst auf, ein geeignetes Risikomanagement zu entwickeln. Der Hersteller reagierte dort mit einer freiwilligen Rücknahme vom Markt, die bis Juni 2009 abgeschlossen wurde. Es ist nicht bekannt, ob die US-amerikanische Behörde die Zulassung zwischenzeitlich formal widerrufen hat.

## Wirkungsweise
Efalizumab entfaltet seine entzündungshemmende Wirkung, indem sich der Antikörper selektiv an die CD11a-Untereinheit eines Oberflächenproteins der Leukozyten (LFA-1, leukocyte function antigen-1) heftet und diese damit blockiert. Dies hat zur Folge, dass die normalerweise erfolgende Bindung zwischen LFA-1 und ICAM-1 (intercellular adhesion molecule-1) verhindert wird. Es wird also die Aktivierung von T-Lymphozyten sowie die Adhäsion von T-Lymphozyten an endotheliale Zellen verhindert. Dies führt dazu, dass das Austreten der aktivierten T-Lymphozyten aus den Gefäßen in die Haut verhindert wird. Das Ergebnis ist eine Abschwächung der Psoriasissymptome.
Efalizumab wurde subkutan gespritzt und in der Regel einmal wöchentlich über 12 Wochen verabreicht. Zeigte der Patient nach dieser Zeit eine Verbesserung des Hautbildes von mindestens 50 %, konnte die Therapie weitergeführt werden. Nach den Ergebnissen einer Langzeitstudie erreichten ca. 80 % der behandelten Patienten nach 12 Wochen ein solches Ergebnis. In dieser Studie konnte auch gezeigt werden, dass Efalizumab während einer dreijährigen Therapiedauer wirksam und verträglich war.

## Nebenwirkungen
Die Unterdrückung der Immunreaktion kann Infektionen begünstigen. In den Zulassungsstudien zeigte sich in der Behandlungsgruppe eine erhöhte Rate an schweren Infektionen. Bei Patienten mit aktiver Tuberkulose oder anderen schweren Infektionen war die Anwendung von Efalizumab kontraindiziert.
Während der Verfügbarkeit von Efalizumab wurde über einen Todesfall nach einer aseptischen Meningitis sowie über mindestens drei Fälle einer PML berichtet.

## Studien
Die Zulassung von Efalizumab beruhte auf vier kontrollierten klinischen Studien, die die Wirksamkeit über 12 Wochen untersuchten. Nach Korrektur für die Placebowirkungen erreichten ca. ein Viertel der Patienten eine Verbesserung des PASI-Scores um mindestens 75 %. Eine 12-wöchige Behandlung von Patienten mit mittelschwerer bis schwerer Psoriasis soll auch zu einer Verbesserung der Lebensqualität der Patienten geführt haben.
Vergleichsstudien mit anderen Therapien der Psoriasis lagen bis zur Marktrücknahme nicht vor.

## Pharmakoökonomische Bewertung
Eine pharmakoökonomische Bewertung aus dem Jahre 2006 kam zu der Schlussfolgerung, dass Efalizumab zwar wirksam war, aber unter den Bedingungen des britischen Gesundheitswesens nur bei solchen Patienten ein günstiges Kosten-Nutzen-Verhältnis hatte, die vor Beginn der Behandlung eine schlechte Lebensqualität aufwiesen oder für die eine Krankenhausaufnahme erforderlich war.